# Independencia (Miranda)
Independencia é um município da Venezuela localizado no estado de Miranda.
A capital do município é a cidade de Santa Teresa del Tuy.